# Apollinopoli Minore
Apollinopoli Minore o Apollonopoli Minore (greco Ἀπόλλωνος πόλις μικρά Ptol. iv. 5. § 70; Ἀπόλλωνος πόλις, Strabone xvii. p. 815) o Apollonos Vicus (It. Anton. p. 165), era un'antica città della Tebaide, nel nomo coptita, alla latitudine del 26° nord, situata tra le città di Tebe e Copto. Ubicata sulla riva orientale del Nilo commerciava con le altre città di Berenice e Myos Hormos situate sulle sponde del Mar Rosso. Apollonopolis Parva distava circa 35 km dall'antica città di Tebe. Apollonopoli Minore oggi è chiamata la città di Qus (Kuss). Durante l'Impero romano il nome fu cambiato in Dioclezianopoli; e corrisponde probabilmente con la Massimianopoli del tardo Impero romano. Dove un tempo sorgeva la città di Apollinopoli Minore adesso sorge la città di Qus, ma si deve fare attenzione a non confondere la città antica con quella moderna.